# احمدبیگ پپینف
احمدبیگ پپینف (ترکی آذربایجانی: Əhməd bəy Pepinov) یک سردمدار و رجل سیاسی جمهوری دمکراتیک آذربایجان و جمهوری شوروی سوسیالیستی قزاقستان بود. وی ابتدا، عضو و رئیس شورای ملی آذربایجان، بعد عضو و رئیس مجلس ملی جمهوری دمکراتیک آذربایجان بود که بعداً به زمامداری وزارت کار و کشاورزی در کابینه دولت پنجم جمهوری یادشده رسید.

## زندگی‌نامه
احمدبیگ پپینف در سال ۱۸۹۳ در وستای «بولوژور» استان آخالتسیخه زاده شد. دوره دبیرستان را در شهر تفلیس پشت سر گذاشته و در سال ۱۹۱۳ وارد دانشکده حقوق دانشگاه دولتی مسکو شد. همزمان در دانشکده اقتصاد نیز به تحصیل پرداخت. در دوران دانشجویی، یکی از سران «سازمان هموطنان آذربایجانی» بود. علاوه بر این، در این محدوده زمانی مقالاتی به لقب «احمد جودت اهل آخالکلک» برای روزنامه «کلمه محرز» می‌نوشت.

## فعالیت سیاسی
وی پس از آنکه در سال ۱۹۱۸ از دانشگاه دانش‌آموخته شد، به شهر باکو بازگشت و حضور فعالی در تحولات رخ داده در قفقاز جنوبی یافت. سپس به عضویت در شورای قفقاز جنوبی درآمد. ابتدا عضو و رئیس شورای ملی آذربایجان، بعد مسجل ملی جمهوری دمکراتیک شد. وی مشارکت‌های بسزایی در فعالیت‌های مجلس ملی داشت، به گونه ای که در برقراری روابط با کشورهای عضو تفاهم مثلث، گرجستان و ارمنستان به نیابت از کمیسیون متبوع خود سوسیالیست‌ها حاضر شده و در تهیه پیش‌نویس تعداد کثیری از مصوبات و نیز مصوب ۲۰ اکتبر سال ۱۹۱۹ مجلس در خصوص «انتشارات» به‌طور مستقیم شرکت نمود.

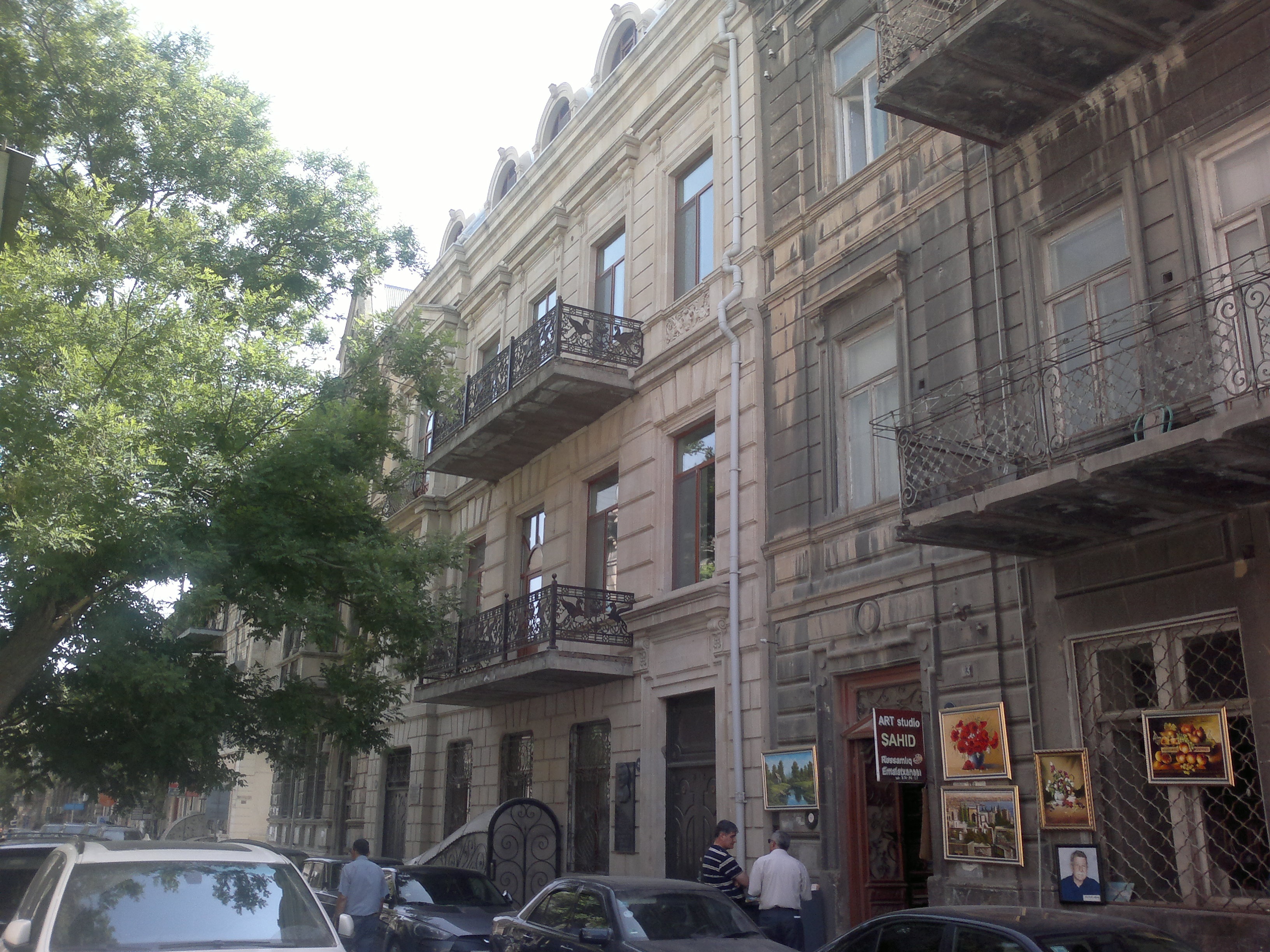
ساختمانی در باکو که، خانه احمدبیگ پپینف در آن قرار داشت.

بعد، سکان هدایت دستیاری ریاست کمیسیون مجلس ملی در امور انتخابات را در دست خود گرفت؛ ولی به عنوان عضو حزب «همت» با موضع‌گیری جمهوری دمکراتیک آذربایجان در قبال برخی مسائل سیاسی و اقتصادی مخالفت کرده و از آن مواضع به عمل می‌آورد. در کابینه دولت نصیب بیگ یوسف بیگلی که پنجمین هیئت دولت جمهوری بود، به عنوان وزیر کار و کشاورزی منصوب گردید. احمدبیگ که در تأسیس دانشگاه دولتی باکو مشارکت بسزایی داشت، در تسریع مذاکرات در این خصوص و تخصیص پول برای تأسیس دانشگاه از هیچ کوششی فروگذار نکرد.
پس از انقراض جمهوری دمکراتیک آذربایجان به دست بلشویک‌ها در سال ۱۹۲۰، وی برای مدتی تصدی چند نشریه را بر عهده داشت؛ ولی بعد از مدتی با سرکوب‌های شوروی روبرو شد که در نتیجه آن وادار به انتقال به شهر اولیانوفسک شد. در سال ۱۹۳۴، به شهر آلماتی نقل مکان نمود و اینجا به سکانداری سمت معاونت وزارت آموزش و پرورش قزاقستان شوروی رسید.
در سال ۱۹۱۸، در نتیجه سیاست‌های سرکوب‌گرایانه شوروی اعدام شد.